# Karolina Perekitko
Karolina Perekitko, née le 1er octobre 1998, est une coureuse cycliste polonaise. Elle participe à des compétitions sur route.

## Biographie
En 2016, chez les juniors (moins de 19 ans) Karolina Perekitko devient championne de Pologne sur route et se classe quatrième du championnat du monde sur route au Qatar à l'issue d'un sprint massif.
En 2020, elle rejoint l'équipe Massi Tactic, avec laquelle elle dispute trois épreuves, dont le Tour de l'Ardèche. En 2021, elle rejoint UVCA Troyes, un club amateur français. L'année suivante, elle court avec l'équipe ukrainienne Lviv Cycling Team, avec qui, elle termine notamment quinzième du Tour de l'Ardèche. Début 2023, elle rejoint l'équipe continentale française Groupe Abadie, avec qui elle est deuxième du championnat de Pologne sur route et septième du Poreč Trophy Ladies.
Lors de la saison 2024, elle court avec l'équipe française Winspace où elle s'affirme comme la leader de la formation. Grâce notamment à ses progrès en montagne, elle se classe deuxième de la Ladies Race Slovakia, troisième de la Women Cycling Pro Costa De Almería, quatrième du Tour Féminin International des Pyrénées, cinquième de l'Alpes Grésivaudan Classic et sixième du Gran Premio Ciudad de Eibar. Lors du Tour de l'Ardèche, elle termine deuxième de l'étape inaugurale et septième du classement général.

## Palmarès sur route

### Par années
- 2016
  -  Championne de Pologne sur route juniors
  - 4e du championnat du monde sur route juniors
- 2023
  - 2e du championnat de Pologne sur route
- 2024
  - 2e de la Ladies Race Slovakia
  - 3e de la Women Cycling Pro Costa De Almería
- 2025
  - 3e du Région Pays de la Loire Tour

### Résultats sur les grands tours

#### Tour de France
1 participation
- 2025 : 55e

#### Tour d'Espagne
1 participation
- 2024 : 42e

### Classements mondiaux
| Année                                 | 2022  | 2023 | 2024 |
| ------------------------------------- | ----- | ---- | ---- |
| Classement UCI                        | 1050e | 336e | 96e  |
| UCI World Tour                        | nc    | nc   | 218e |
|                                       |       |      |      |
| Légende : nc = non classéSource : UCI |       |      |      |